# Otto Wendt (Politiker, 1889)

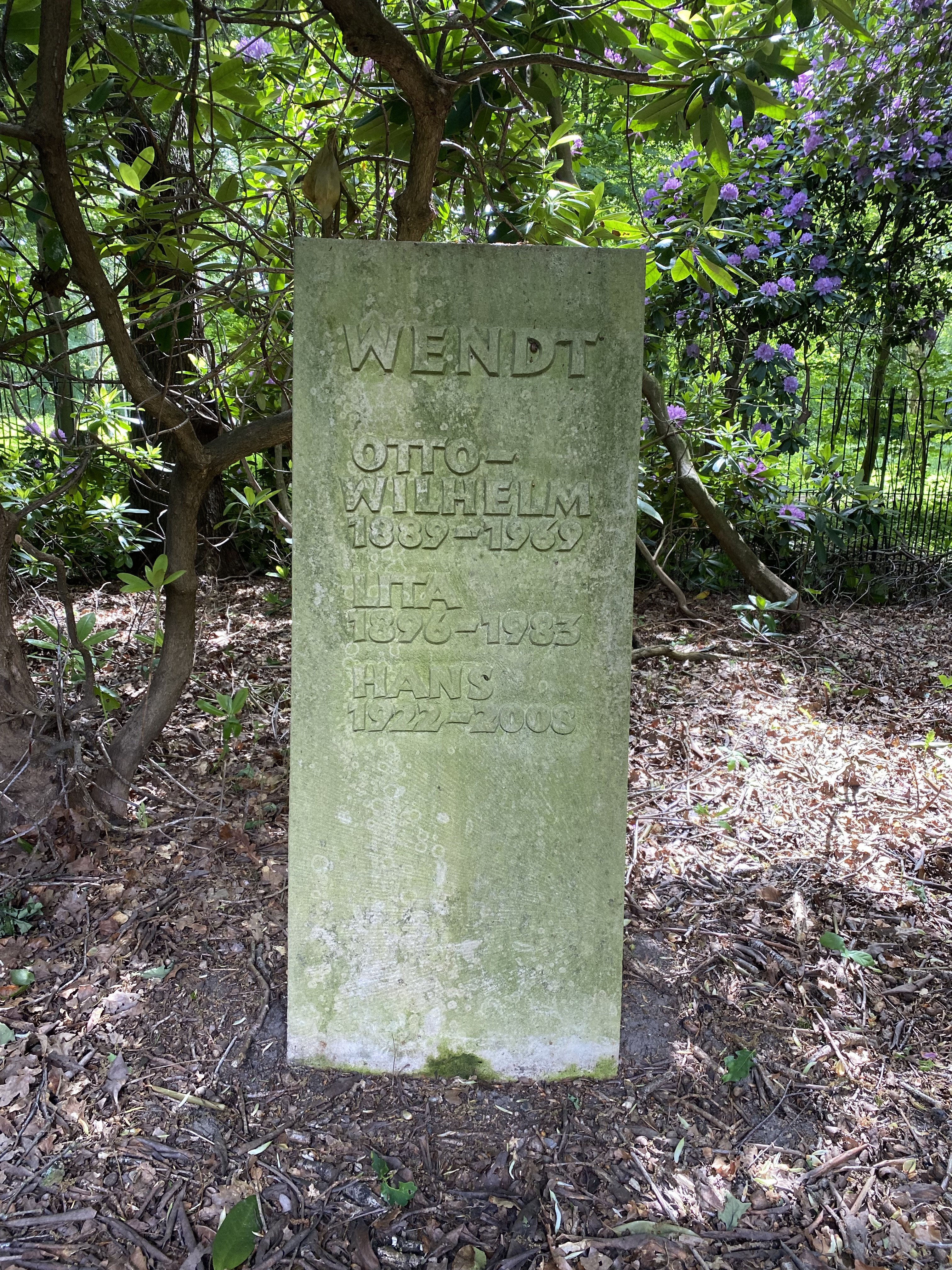
Grabstätte auf dem Friedhof Ohlsdorf im Planquadrat M 35

Otto Wilhelm Wendt (* 18. Februar 1889 in Hamburg; † 14. Oktober 1969 ebenda) war ein deutscher Politiker. Er war von 1949 bis 1961 Abgeordneter der Hamburgischen Bürgerschaft.

## Leben
Wendt betätigte sich als Kaufmann und als Handelsvertreter. Er war ab 1928 Mitglied der Deutschnationalen Volkspartei (DNVP), sowie ab 1933 Mitglied der bewaffneten DNVP-Organisation Stahlhelm. Nach dem Zweiten Weltkrieg war er Mitgründer der Landesverbände der CDU Hamburg und der CDU Schleswig-Holstein. Von 1945 bis 1946 war er Vorsitzender des Hamburgischen Landesverbands. Wendt war von 1949 bis 1961 Abgeordneter der Hamburgischen Bürgerschaft.
Wendt war seit 1917 mit Elise, geb. Hoehne verheiratet. Das Ehepaar hatte drei Kinder. Seine Grabstätte befindet sich auf dem Friedhof Ohlsdorf östlich von Kapelle 10.

## Belege
1. ↑  Sterberegister StA Hamburg-Fuhlsbüttel, Nr. 1897/1969
2. 1 2  Konrad-Adenauer-Stiftung: Namen und Daten aus sechs Jahrzehnten Parteiarbeit. S. 487.
3. ↑  Heiratsregister StA Hamburg 21a, Nr. 89/1917

| Personendaten    | Personendaten                            |
| ---------------- | ---------------------------------------- |
| NAME             | Wendt, Otto                              |
| ALTERNATIVNAMEN  | Wendt, Otto Wilhelm (vollständiger Name) |
| KURZBESCHREIBUNG | deutscher Politiker                      |
| GEBURTSDATUM     | 18. Februar 1889                         |
| GEBURTSORT       | Hamburg                                  |
| STERBEDATUM      | 14. Oktober 1969                         |
| STERBEORT        | Hamburg                                  |